# العلاقات التشيلية السيراليونية
العلاقات التشيلية السيراليونية هي العلاقات الثنائية التي تجمع بين تشيلي وسيراليون.

## مقارنة بين البلدين
هذه مقارنة عامة ومرجعية للدولتين:
| وجه المقارنة                                              | تشيلي                         | سيراليون       |
| --------------------------------------------------------- | ----------------------------- | -------------- |
| المساحة (كم2)                                             | 756.10 ألف                    | 71.74 ألف      |
| عدد السكان (نسمة)                                         | 17.37 مليون                   | 7.56 مليون     |
| الكثافة السكانية (ن./كم²)                                 | 22.97                         | 105.38         |
| العاصمة                                                   | سانتياغو                      | فريتاون        |
| اللغة الرسمية                                             | اللغة الإسبانية               | لغة إنجليزية   |
| العملة                                                    | بيزو تشيلي، وحدة حساب تشيلية ‏ | ليون سيراليوني |
| الناتج المحلي الإجمالي (بليون دولار)                      | 277.08 مليار                  | 3.77 مليار     |
| الناتج المحلي الإجمالي (تعادل القوة الشرائية) بليون دولار | 419.39 مليار                  | 10.13 مليار    |
| الناتج المحلي الإجمالي الاسمي للفرد دولار أمريكي          | 13.42 ألف                     | 653            |
| الناتج المحلي الإجمالي للفرد دولار أمريكي                 | 22.07 ألف                     | 1.97 ألف       |
| مؤشر التنمية البشرية                                      | 0.832                         | 0.413          |
| رمز المكالمات الدولي                                      | +56                           | +232           |
| رمز الإنترنت                                              | .cl                           | .sl            |
| المنطقة الزمنية                                           | 00، 00، 00، 00                | 00             |

## منظمات دولية مشتركة
يشترك البلدان في عضوية مجموعة من المنظمات الدولية، منها:
| علم المنظمة | اسم المنظمة                               | تاريخ انضمام تشيلي | تاريخ انضمام سيراليون |
| ----------- | ----------------------------------------- | ------------------ | --------------------- |
|             | مؤسسة التنمية الدولية                     | 30 ديسمبر 1960     | 13 نوفمبر 1962        |
|             | يونسكو                                    | 7 يوليو 1953       | 28 مارس 1962          |
|             | مؤسسة التمويل الدولية                     | 15 أبريل 1957      | 10 سبتمبر 1962        |
|             | منظمة حظر الأسلحة الكيميائية              | ?                  | ?                     |
|             | الأمم المتحدة                             | 24 أكتوبر 1945     | 27 سبتمبر 1961        |
|             | الاتحاد الدولي للاتصالات                  | 1908               | 30 ديسمبر 1961        |
|             | منظمة الشرطة الجنائية الدولية             | ?                  | ?                     |
|             | البنك الدولي للإنشاء والتعمير             | 31 ديسمبر 1945     | 10 سبتمبر 1962        |
|             | الاتحاد البريدي العالمي                   | ?                  | ?                     |
|             | المركز الدولي لتسوية المنازعات الاستشارية | 24 أكتوبر 1991     | 14 أكتوبر 1966        |
|             | وكالة ضمان الاستثمار متعدد الأطراف        | 12 أبريل 1988      | 20 يونيو 1996         |
|             | منظمة التجارة العالمية                    | ?                  | ?                     |

## وصلات خارجية
- موقع وزارة الخارجية التشيلية